# Chevron (plaats)
Chevron is een dorp in de Belgische provincie Luik en een deelgemeente van Stoumont. Bestuurlijk en rechterlijk arrondissement Verviers, vredegerechtskanton Stavelot, bisdom Luik. Door het grondgebied loopt het riviertje de Lienne een zijrivier van de  Amblève. Op het grondgebied bevinden zich verscheidene bronnen van mineraal water. In Chevron liggen nog enkele gehuchten verspreid, zoals Chauveheid, Habiémont en Les Forges.

## Demografische ontwikkeling
- Bronnen:NIS, Opm:1831 tot en met 1970=volkstellingen, 1976= inwoneraantal op 31 december

## Geboren in Chevron
- Manu Bonmariage (1941-2021), cameraman en regisseur

## Bezienswaardigheden
- De Onze-Lieve-Vrouwekerk. Kasteel van Chevron

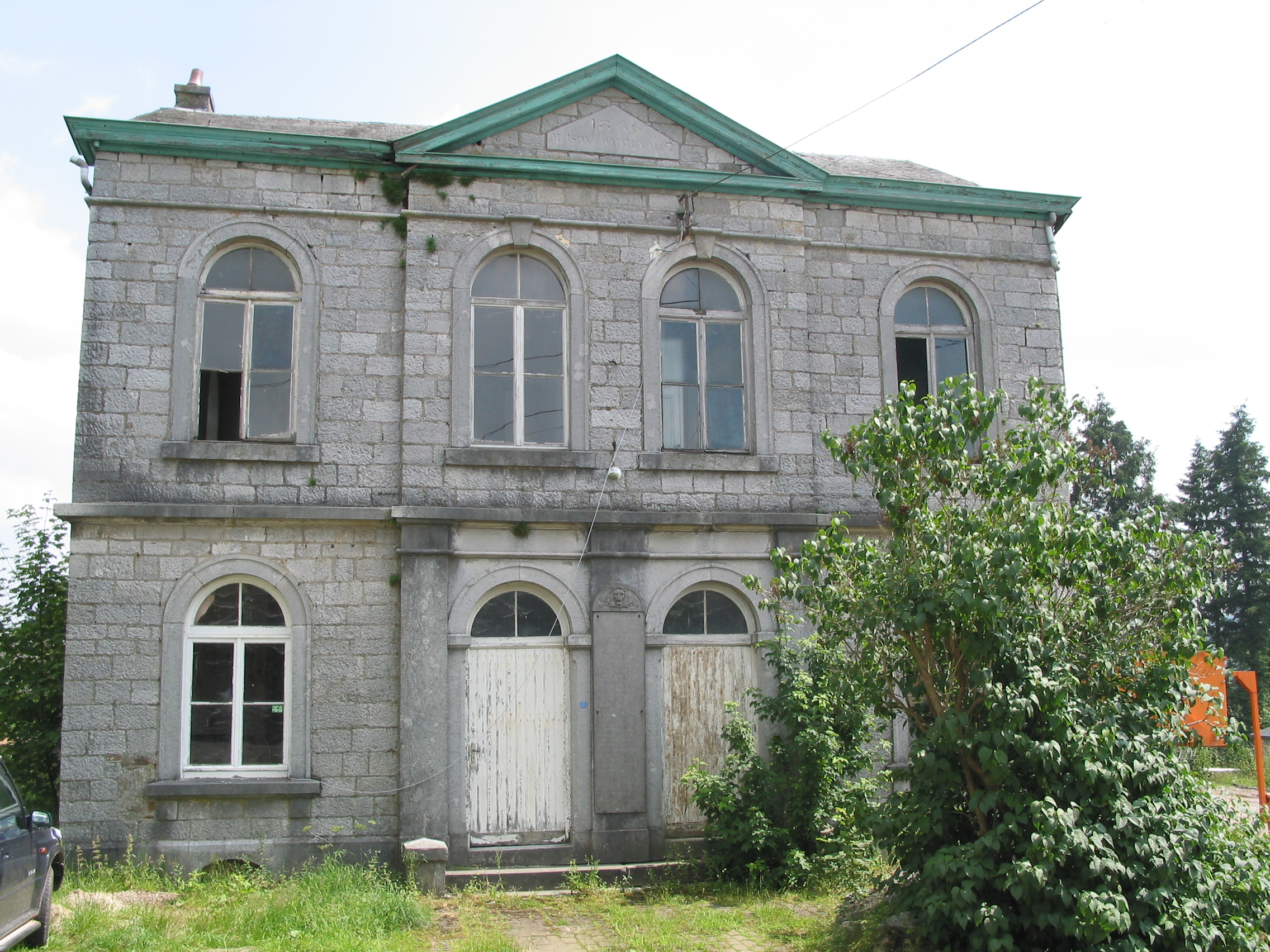
Voormalig gemeentehuis

Deelgemeenten: Chevron · La Gleize · Lorcé · Rahier · Stoumont

Overige kernen: Andrimont · Borgoumont · Chauveheid · Cheneux · Chession · Chevrouheid · Cour · Egbômont · Froidville · Habiémont · Heilrimont · La Venne · Les Forges · Meuville · Monceau · Moulin-du-Ruy · Roanne · Ruy · Targnon · Xhierfomont

Belgische gemeenten · arrondissement Verviers · provincie Luik · Wallonië